# منطقه شرقی، هنگ کنگ
منطقه شرقی هنگ کنگ (به لاتین: Eastern District (Hong Kong)) یک سکونتگاه مسکونی در جمهوری خلق چین است که در هنگ کنگ واقع شده‌است.

## خصوصیات
منطقه شرقی هنگ کنگ ۱۸٫۹ کیلومترمربع مساحت و ۵۸۴٬۰۰۰ نفر جمعیت دارد.